# Antti Kasvio
Antti Kasvio (Espoo, 20 dicembre 1973) è un ex nuotatore finlandese.
Specializzato nello stile libero ha vinto la medaglia di bronzo nei 200 m sl alle Olimpiadi di Barcellona 1992.

## Palmarès
- Olimpiadi

Barcellona 1992: bronzo nei 200 m sl.
- Mondiali

1994 - Roma: oro nei 200 m sl e argento nei 400 m sl.
- Mondiali in vasca corta

1993 - Palma di Majorca: oro nei 200 m sl e argento nei 400 m sl.
- Europei

1993 - Sheffield: oro nei 200 m e 400 m sl.
1995 - Vienna: bronzo nei 200 m sl.
- Europei in vasca corta

1992 - Espoo: argento nei 100 m misti.